# Shiri Appleby
Shiri Freda Appleby (Los Angeles, 7 dicembre 1978) è un'attrice statunitense, famosa per il ruolo di Liz Parker nella serie televisiva Roswell.

## Biografia

### Gli inizi
Appleby è nata a Los Angeles, in California, il 7 dicembre del 1978, figlia di Jerry Appleby, un manager statunitense di origine ebraica, attivo nel settore delle telecomunicazioni, e di Dina Bouader, un'insegnante israeliana di origini ebraico-marocchine. Insieme al fratello minore Evan, crebbe nella San Fernando Valley, nella zona nord-ovest della città. Il nome "Shiri", in ebraico, significa "la mia canzone" o semplicemente "cantare". Appleby è mora e con gli occhi scuri, ed è alta circa 5'3" (1.60 m). Da piccola le fu morso un sopracciglio da un cane, e per superare la conseguente cinofobia si è rivolta al programma tv Emergency Vets, dove ha ricevuto il cane Abby.
Diplomatasi al liceo di Calabasas nel 1997, iniziò a studiare letteratura inglese ed arti drammatiche presso la University of Southern California.

### Carriera
Appleby esordì come attrice a quattro anni, con spot pubblicitari per prodotti come Cheerios ed M&M's. Il suo primo spot fu quello per il Raisin Bran, che però non fu mai trasmesso. In seguito apparve in varie serie TV, tra cui In famiglia e con gli amici (1987), Doogie Howser (1989), E.R. - Medici in prima linea (1994), Baywatch (1989), Xena - Principessa guerriera (1995), Settimo cielo (1996) e Beverly Hills 90210 (1990). Interpretò anche ruoli minori in alcuni film. Per Roswell fu scartata dai ruoli di Isabel e Maria, e poi accettò quello di Liz Parker.
Shiri apparve anche nel video dei Bon Jovi "It's My Life" (2000), insieme a Will Estes, e in quello di Gavin DeGraw "I Don't Want To Be" (2004), con Scott Mechlowicz. Inoltre è presente nel video dei Sense Field "Save Yourself", canzone dalla colonna sonora di Roswell, compresa nel DVD della prima serie.
Nel 2006 l'attrice è apparsa nel telefilm ABC Six Degrees - Sei gradi di separazione, nel ruolo di Anya, assistente di un noto fotografo.
Nel 2008, Shiri Appleby riappare in E.R. - Medici in prima linea nel ruolo della tirocinante Daria Wade.
Dal 2010 al 2011 Shiri Appleby interpreta uno dei ruoli principali, quello di Cate Cassidy, nel telefilm della The CW, Life Unexpected.

### Vita privata
Ha avuto una relazione con l'attore Zach Braff. Dopo 3 anni di fidanzamento, ha sposato nel  2013 lo chef e ristoratore Jon Shook, dal quale ha avuto due figli: Natalie Bouader Shook, nata il 23 marzo 2013, e Owen Lee Shook, nato il 17 dicembre 2015.

## Filmografia

### Cinema
- Armato per uccidere (The Killing Time), regia di Rick King (1987)
- Curse II: The Bite, regia di Frederico Prosperi (1989)
- Ti amerò... fino ad ammazzarti (I Love You to Death), regia di Lawrence Kasdan (1990)
- Family Prayers, regia di Scott M. Rosenfelt (1993)
- Un amore speciale (The Other Sister), regia di Garry Marshall (1999)
- Il tredicesimo piano (The Thirteenth Floor), regia di Josef Rusnak (1999)
- Deal of a Lifetime, regia di Paul Levine (1999)
- A Time for Dancing, regia di Peter Gilbert (2002)
- Swimfan - La piscina della paura (Swimfan), regia di John Polson (2002)
- La battaglia di Shaker Heights (The Battle of Shaker Heights), regia di Efram Potelle e Kyle Rankin (2003)
- The Skin Horse, regia di Tyrus Coursey e Karen Goodman (2003)
- Undertow, regia di David Gordon Green (2004)
- Pazzo pranzo di famiglia (When Do We Eat?), regia di Salvador Litvak (2005)
- Havoc - Fuori controllo (Havoc), regia di Barbara Kopple (2005)
- I-See-You.Com, regia di Eric Steven Stahl (2006)
- I'm Reed Fish, regia di Zackary Adler (2006)
- Carjacking, regia di Dan Passman - cortometraggio (2006)
- The Killing Floor - Omicidio ai piani alti (The Killing Floor), regia di Gideon Raff (2007)
- What Love Is, regia di Mars Callahan (2007)
- La guerra di Charlie Wilson (Charlie Wilson's War), regia di Mike Nichols (2008)
- Love Like Wind, regia di Mei-Juin Chen (2007) - cortometraggio
- The Happiest Person in America, regia di Sara Israel (2012) - cortometraggio
- Seven Minutes to Save the World, regia di Sam Macaroni (2013) - cortometraggio
- All American Christmas Carol, regia di Ron Carlson (2013)
- The Devil's Candy, regia di Sean Byrne (2015)
- The Meddler - Un'inguaribile ottimista (The Meddler), regia di Lorene Scafaria (2015)
- An Entanglement, regia di Dylan Sanford (2015) - cortometraggio
- Lemon, regia di Janicza Bravo (2017)
- Da me o da te (Your Place or Mine), regia di Aline Brosh McKenna (2023)

### Televisione
- Santa Barbara - soap opera, 1 episodio (1985)
- Mystery Magical Special - speciale televisivo (1986)
- Blood Vows: The Story of a Mafia Wife, regia di Paul Wendkos - film TV (1987)
- In famiglia e con gli amici (Thirtysomething) - serie TV, episodio 1x02 (1987)
- The Bronx Zoo - serie TV, episodi 2x03-2x04 (1988)
- Freddy's Nightmares - serie TV, episodio 1x04 (1988)
- Go Toward the Light, regia di Mike Robe - film TV (1988)
- Caro John (Dear John) - serie TV, episodio 1x03 (1988)
- Knight & Daye - serie TV, 7 episodi (1989)
- Casalingo Superpiù (Who's the Boss?) - serie TV, episodio 6x10 (1989)
- California - serie TV, episodi 11x15-11x17 (1990)
- The New Adam-12 - serie TV, episodio 1x09 (1990)
- Sunday Dinner - serie TV, 6 episodi (1991)
- Oltre il destino (Perfect Family), regia di E.W. Swackhamer - film TV (1992)
- Doogie Howser (Doogie Howser, M.D.) - serie TV, episodio 4x19 (1993)
- Raven - serie TV, episodio 2x11 (1993)
- Against the Grain - serie TV, episodio 1x01 (1993)
- E.R. - Medici in prima linea (ER) - serie TV, 10 episodi (1994, 2008-2009)
- Una famiglia a tutto gas (Brotherly Love) - serie TV, episodio 1x04 (1995)
- Baywatch - serie TV, episodio 7x18 (1997)
- Settimo cielo (7th Heaven) - serie TV, episodio 2x07 (1997)
- City Guys - serie TV, episodio 1x13 (1997)
- Xena - Principessa guerriera (Xena) - serie TV, episodi 3x14-4x06 (1998)
- Beverly Hills 90210 - serie TV, episodio 9x22 (1999)
- Roswell - serie TV, 61 episodi (1999-2002) - Liz Parker
- The Amanda Show - serie TV, episodi 2x16-2x18 (2000)
- Darklight, regia di Bill Platt - film TV (2004)
- La forza dell'amore (Everithing You Want), regia di Ryan Little - film TV (2005)
- Pizza My Heart, regia di Andy Wolk - film TV (2005)
- 1/4life, regia di Edward Zwick - episodio pilota scartato (2005)
- Il profumo della paura (Thrill of the Kill), regia di Richard Roy (2006)
- Six Degrees - Sei gradi di separazione (Six Degrees) - serie TV, 6 episodi (2006-2007)
- Figlia a sorpresa (To Love and Die), regia di Mark Piznarski - film TV (2008)
- Welcome to the Captain - serie TV, episodio 1x04 (2008)
- Fear Itself - serie TV, episodio 1x07 (2008)
- Un nemico al mio fianco (Unstable), regia di Don McBrearty - film TV (2009)
- Life Unexpected - serie TV, 26 episodi (2010-2011)
- Whole Day Down - serie web, episodio 1x01 (2011)
- Royal Pains - serie TV, episodio 3x03 (2011)
- Dating Rules from My Future Self - serie web, 10 episodi (2012)
- Franklin & Bash - serie TV, episodi 2x09-2x10 (2012)
- Chicago Fire - serie TV, 6 episodi (2012-2013)
- Law & Order - Unità vittime speciali (Law & Order: Special Victims Unit) - serie TV, episodio 15x08 (2013); 20×19 (2019)
- Girls - serie TV, 4 episodi (2013-2014)
- Kristin's Christmas Past, regia di Jim Fall - film TV (2013)
- Elementary - serie TV, episodio 2x18 (2014)
- Unreal - serie TV, 38 episodi (2015-2018)
- Code Black - serie TV, 4 episodi (2015-2016)
- I Like You Just the Way I Am - serie web (2016)
- Strangers, regia di Mia Lidofsky - film TV (2017)
- Roswell, New Mexico - serie TV, 1 episodio (2021-in corso)

### Doppiatrice
- Batman of the Future - serie TV, episodio 2x13 (2000)

## Doppiatrici italiane
Nelle versioni in italiano dei suoi film, Shiri Appleby è stata doppiata da:
- Ilaria Latini in Roswell, Pizza My Heart, Il profumo della paura, Life Unexpected
- Alessia Amendola in La battaglia di Shaker Heights, E.R. - Medici in prima linea, Royal Pains
- Domitilla D'Amico in Darklight, Pazzo pranzo di famiglia, La guerra di Charlie Wilson
- Federica De Bortoli in Swimfan - La piscina della paura, Code Black
- Perla Liberatori in Unreal, Law & Order - Unità vittime speciali (ep. 20x19)
- Alida Milana in A Time for Dancing
- Beatrice Caggiula in Undertow
- Dania Cericola in Havoc - Fuori controllo
- Laura Boccanera in The Devil's Candy
- Eleonora Reti in The Meddler - Un'inguaribile ottimista
- Francesca Guadagno in Xena - Principessa guerriera
- Debora Magnaghi in La forza dell'amore
- Chiara Gioncardi in Six Degrees
- Valentina Mari in Figlia a sorpresa
- Barbara Pitotti in Fear Itself
- Francesca Fiorentini in Chicago Fire
- Rossella Acerbo in Law & Order: Unità vittime speciali (ep. 15x08)
- Laura Lenghi in Elementary